# Веровка (Харьковская область)
Веро́вка (укр. Вірівка), поселок,
Новоолександровский сельский совет,
Волчанский район,
Харьковская область.
Код КОАТУУ — 6321684804. Население по переписи 2019 г. составляет 30 (14/16 м/ж) человека.

## Географическое положение
Посёлок Веровка находится в начале балки Караичный Яр, на расстоянии в 1 км от села Бакшеевка, в 6 км от села Новоалександровка.
На расстоянии в 1-м км проходит железная дорога, село расположено между станциями Платформа 72 км и Бакшеевка.
Рядом проходит автомобильная дорога Т-2104.

## История
- 1690 — дата основания.

## Экономика
- В селе есть свинотоварная ферма.